# Дружина єпископа
«Дружина єпископа» (англ. The Bishop's Wife) — романтична комедія Генрі Костера, знята в 1947 році.

## Сюжет
Джулія — дружина єпископа Брогхема, Деббі — його маленька донька. Навіть напередодні Різдва вони марно надіються на увагу з боку батька та чоловіка. Він зайнятий збором пожертв на новий храм і весь час проводить в молитві. І в місті з'являється незнайомець Дадлі, який переконує, що він янгол з небес, зісланий на допомогу тих, хто просив.
Дива, які відбуваються, хай навіть і невеликі, змушують єпископа задуматися над тим, що дійсно важливо в цьому житті.

## В ролях
- Кері Ґрант — Дадлі
- Лоретта Янґ — Джулія Брогхем
- Девід Нівен — єпископ Генрі Брогхем
- Монті Вуллі — професор Вотрідж
- Джеймс Глісон — Сільвестр, водій таксі
- Гледіс Купер — місис Гамільтон
- Ельза Ланчестер — Матильда
- Сара Хаден — Мілдред Кессевей
- Керолін Граймс — Деббі Брогхем
- Клер Дю Брей — друга леді
- Ізабел Джуелл — мати в істериці
- Реджіс Тумі — містер Міллер

## Нагороди
Премія «Оскар» 1948 року за найкращий звук.
Номінації:
- Найкращий фільм
- Найкращий режисер
- Найкращий монтаж
- Найкращий саундтрек для драматичних/комедійних картин

## Цікаві факти
- У 1996 році був знятий ремейк фільму під назвою «Дружина священника». Головні ролі зіграли Вітні Г'юстон та Дензел Вашингтон. Фільм також номінувався на «Оскар» в номінації Найкращий саундтрек до музичного/комедійного фільму.
- Хоча у фільмі не згадується жодна конфесія, герої явно є членами Єпископальної Церкви.
- У перших сценах, коли Кері Ґрант спостерігає за співаючими дітьми, через його плече видно велику прикрасу у вигляді янгола.
- Вільям А. Сейтер був першим режисером, але продюсеру Семюелу Голдвіну не сподобалося те, що він зняв, і він запросив Генрі Костера для зйомок повністю нового фільму.
- Спочатку Кері Ґрант грав єпископа, а Девід Нівен — янгола. Коли перший режисер Вільям А. Сейтер покинув фільм, Генрі Костер замінив його і переглянув відзнятий матеріал. Він зрозумів, що ці двоє грають не ті ролі й переконав їх помінятися місцями.